# Famille Blok
Pour les articles homonymes, voir Blok.

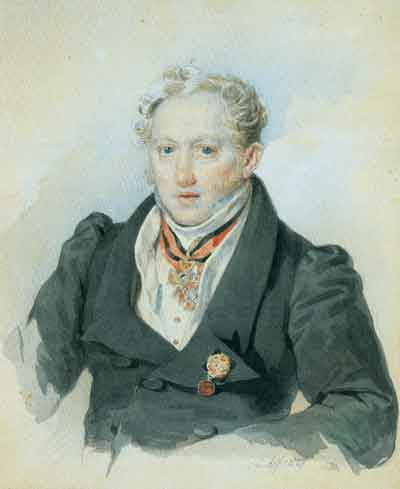
Portrait à l'aquarelle de l'arrière-grand-père d'Alexandre Blok, Alexandre Ivanovitch Blok, par Sokolov (1829), Musée littéraire d'État

La famille Blok est une famille de la noblesse russe d'origine allemande du Mecklembourg. Parmi ses représentants fameux, le poète Alexandre Blok (1880-1921) est le plus connu.

## Historique
Les archives du Mecklembourg conservent les informations suivantes. C'est en 1752 que meurt à Demitz le médecin militaire (Feldscher) Ludwig Block, époux de la fille d'un boulanger, Suzanne Catherine Siel. Son fils, Johann Friedrich Block (1734-1810), étudie la médecine à l'université de Rostock et à l'université de Berlin et se fait appeler von Block.
Il entre à l'âge de vingt-et-un ans au service de la Russie et devient Ivan Leontievitch Blok. Il sert dans un régiment qui combat pendant la Guerre de Sept Ans. Il est nommé chirurgien de la Garde en 1785 auprès du tsarévitch Paul Pétrovitch. Plus tard, il accompagne les jeunes grands-ducs Alexandre et Constantin à l'étranger. En 1796, il entre dans la noblesse russe avec le rang de conseiller de collège. Il épouse Catharina Witz, également d'origine allemande.
Il reçoit pour ses services le domaine d'Oudossolovo avec six-cents âmes, où plus tard vivra la famille Blok-Veïmarnov. Celle-ci est d'une part proche parente de la famille du poète Alexandre Blok et d'autre part de Pouchkine (par Sophie Abramovna Hannibal von Rotkirch). Les seules choses qui restent de cette famille Blok-Veïmarnov, ce sont les ruines de l'église Saint-Michel-Archange (1807) et quelques pierres tombales.
Le fils de Johann Ludwig (ou Ivan Leontievitch), Alexandre Ivanovitch (1785-1847), époux d'Élisabeth Pétrovna von Göring, affermit et élève considérablement la situation de la famille. Il dirige la Chancellerie particulière de S.M. l'Empereur (dénommée le Cabinet sous Pierre le Grand), sous le règne de Nicolas Ier. Il atteint le rang de conseiller secret effectif, puis de Hofmeister (maître de Cour) dans la table des rangs. Parmi ses fils, c'est Lev Alexandrovitch Blok qui réussit le mieux. Il termine l'École impériale de jurisprudence et épouse une beauté, Ariadna Alexandrovna Tcherkassova, fille du gouverneur de Novgorod. Lev Blok atteint aussi les rangs les plus élevés de la table des rangs et devient vice-directeur du département des douanes. Ses enfants sont élevés dans la religion orthodoxe. Son beau visage froid à l'expression étrange et noble avec ses longs favoris a été transmis à travers les générations à son petit-fils, le poète Alexandre Blok, d'après les témoins de l'époque qui le connurent.
Le fils aîné de Lev Alexandrovitch, Alexandre Lvovitch (1852-1909), est le père du poète. Il s'engage dans une carrière professorale. Il quitte tôt la maison paternelle, vivant de leçons particulières et devient professeur de Droit à Varsovie. Son caractère était mystérieux, convulsif et renfermé. Lorsqu'Alexandre Blok assiste aux funérailles de son père à Varsovie, il remarque dans une lettre à sa mère, que les anciens amis de son père soulignent la bonté d'âme de cet être que lui-même avait toujours jugé comme étrange. Le fils cadet de Lev Alexandrovitch Blok, Ivan Lvovitch Blok (1854-1906), oncle du poète, était gouverneur de Samara. Il est assassiné par un révolutionnaire en 1906.

## Pour approfondir